# Камон (Сомма)
Камон (фр. Camon) — коммуна на севере Франции, регион О-де-Франс, департамент Сомма, округ Амьен, кантон Амьен-3. Пригород Амьена, расположен в 4 км к юго-востоку от центра города, на обоих берегах реки Сомма.
Население (2018) — 4 424 человека.

## Достопримечательности
- Церковь Святого Ведаста XVI века

## Экономика
Структура занятости населения:
- сельское хозяйство — 2,3 %
- промышленность — 7,0 %
- строительство — 22,1 %
- торговля, транспорт и сфера услуг — 44,9 %
- государственные и муниципальные службы — 23,7 %

Уровень безработицы (2017) — 13,7 % (Франция в целом — 13,4 %, департамент Сомма — 15,9 %). 

Среднегодовой доход на 1 человека, евро (2018) — 23 010 (Франция в целом — 21 730, департамент Сомма — 20 320).

## Демография
Динамика численности населения, чел.

## Администрация
Пост мэра Камона с 2001 года занимает коммунист Жан-Клод Рено (Jean-Claude Renaux), член Совета департамента Сомма от кантона Амьен-3. На муниципальных выборах 2020 года возглавляемый им левый список одержал победу в 1-м туре, получив 86,39 % голосов.
| Период | Период | Фамилия       | Партия                  | Примечания                                                              |
| ------ | ------ | ------------- | ----------------------- | ----------------------------------------------------------------------- |
| 1971   | 1982   | Эмиль Баё     | Коммунистическая партия | ревизор                                                                 |
| 1983   | 1995   | Альбер Бекар  | Коммунистическая партия | ревизор                                                                 |
| 1995   | 2001   | Мишель Понтьё | Разные правые           |                                                                         |
| 2001   |        | Жан-Клод Рено | Коммунистическая партия | супервайзер, член Совета департамента, вице-президент агломерации Амьен |

## Ссылки

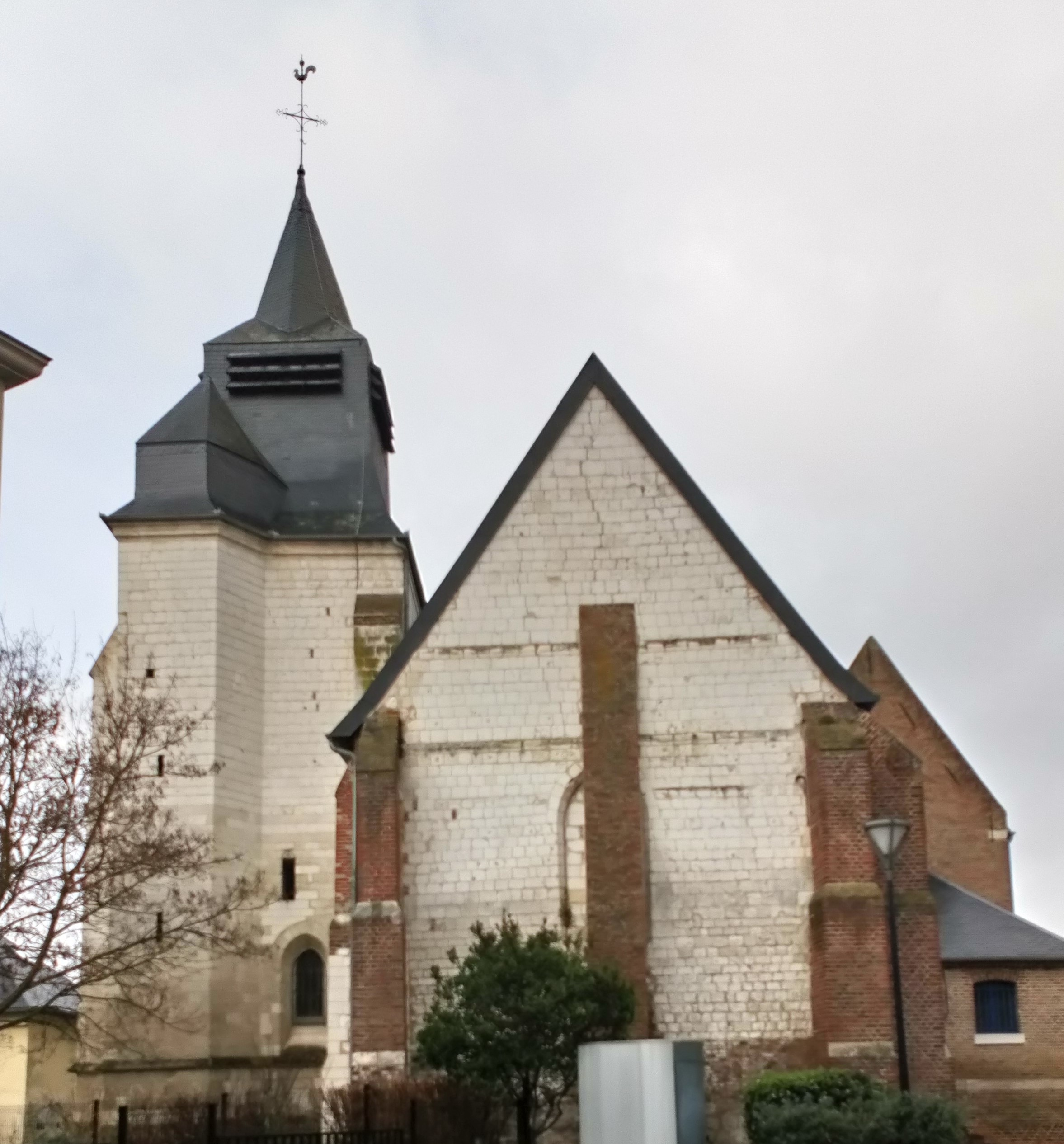
Церковь Святого Ведаста